# Helga Roesgen
Helga Roesgen (* 4. April 1953 in Hüttersdorf an der Saar) war Präsidentin des Bundesamtes für Familie und zivilgesellschaftliche Aufgaben.

## Werdegang
Helga Roesgen legte 1973 ihr Abitur in Geisenheim am Rhein ab. Von 1973 bis 1980 studierte sie Rechtswissenschaft an der Universität zu Köln. 1980 absolvierte sie das Erste Juristische Staatsexamen. Es folgte von 1981 bis 1983 ein Referendariat beim Landgericht Köln, an das sich 1983 das Zweite Juristische Staatsexamen anschloss. Die Juristin war zu Beginn ihrer Laufbahn ab 1984 Referentin im damaligen Bundesministerium für Bildung und Wissenschaft. Von 1987 bis 1991 arbeitete sie als Personalreferentin im Bundeskanzleramt. Anschließend war sie von 1991 bis 1999 Fraktionsreferentin in der CDU/CSU-Bundestagsfraktion. Am 21. Mai 1993 erfolgte ihre Ernennung zur Ministerialrätin. Von 1999 bis 2000 leitete sie den Fachbereich Bildung, Kultur, Schule und Sport der Stadtverwaltung Bergisch Gladbach. Im September 2000 folgte in Leverkusen eine Tätigkeit als Beigeordnete für Schulen, Kultur, Jugend und Sport. Vom 2. Oktober 2006 bis Juni 2019 war sie die Präsidentin des Bundesamtes für den Zivildienst, das am 3. Mai 2011 in Bundesamt für Familie und zivilgesellschaftliche Aufgaben umbenannt wurde.

## Ehrenämter und sonstige Tätigkeiten
Ergänzend ist sie seit 2000 Mitglied im Beirat und in der Gesellschafterversammlung im Wuppermann Bildungswerk GmbH, seit 2003 Mitglied des Stiftungsrates der Bürgerstiftung Leverkusen, seit 2004 Mitglied im Aufsichtsrat EVL und seit 2006 Vertreterin im Gesellschaftsausschuss der Bayer 04 Leverkusen Sportförderung gGmbH. Außerdem war sie 2006 bis 2008 im Beirat der Europa-Union Leverkusen.
Zudem engagiert sie sich als Senatorin der Karnevalsgesellschaft Bürgergesellschaft Leverkusen, des Komitees Opladener Karneval (KOK) und der Altstadtfunken in Leverkusen.

## Privates
Helga Roesgen ist verheiratet.